# Candide Zanzan
Pour les articles homonymes, voir Zanzan (homonymie).
Candide Zanzan est une joueuse de handball de Côte d'Ivoire. 

## Carrière
En sélection, elle fait partie de l'équipe de Côte d'Ivoire participant au Championnat du monde féminin de handball 2005 en Russie et aux Jeux africains de 2007 à Alger.

## Clubs
- Africa Sports

## Palmarès
- Médaille de bronze aux Jeux africains de 2007 à Alger
- Médaille d'argent au Championnat d'Afrique des nations 2008